# Rudolf Biebrach
Rudolf Biebrach, né à Leipzig le 24 novembre 1866 et mort à Berlin le 5 septembre 1938, est un acteur et réalisateur allemand.

## Biographie

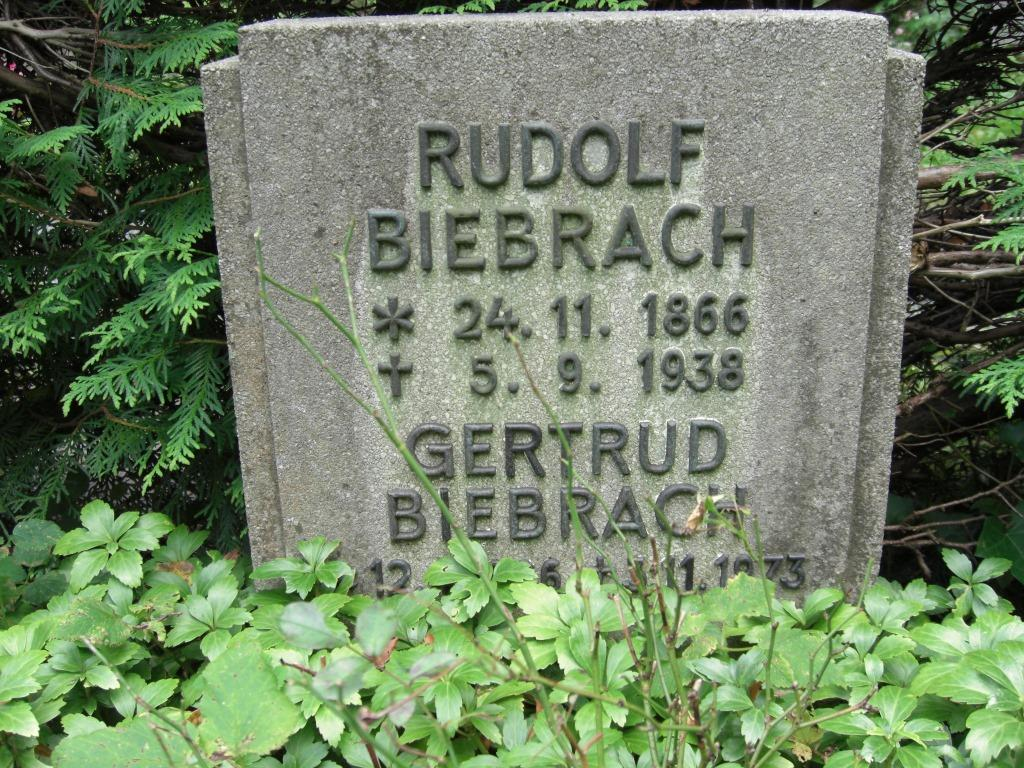
Pierre tombale de Rudolf Biebrach et de sa deuxième épouse, née Gertrud Wiesel.

Formé au théâtre, il commence une carrière d'acteur avant de passer à la réalisation à la veille de la Grande guerre, en tournant un film sur le héros tyrolien Andreas Hofer.
Réalisateur prolifique, il tourne entre 1909 et 1930 de nombreux films appartenant à des genres aussi variés que la comédie, le drame sentimental ou la science-fiction. Un des plus notables est L'Âme emprisonnée, avec l'actrice Henny Porten dans le rôle principal.
Sous le Troisième Reich, il redevient acteur pour l'essentiel, en jouant des rôles secondaires dans des films de divertissement ou de propagande.
Il est inhumé à Berlin au cimetière de Wilmersdorf.

## Filmographie partielle

### Comme réalisateur
- 1909 : Andreas Hofer
- 1915 : Märtyrerin der Liebe
- 1917 : Le Mariage de Louise Rohrbach (Die Ehe der Luise Rohrbach)
- 1918 : Gefangene seele (L'Âme emprisonnée)
- 1919 : Die rollende Kugel
- 1919 : Die Dame, der Teufel und die Probiermamsell
- 1919 : Die beiden Gatten der Frau Ruth (Le Mari de madame Ruth)
- 1921 : Kean

### Comme acteur
- 1917 : Le Mariage de Louise Rohrbach (Die Ehe der Luise Rohrbach) de lui-même
- 1919 : Rose Bernd d'Alfred Halm
- 1924 : Sous l'Inquisition
- 1929 : Pierre le matelot (Peter der Matrose) de Reinhold Schünzel
- 1930 : Hokuspokus
- 1931 : Émile et les Détectives
- 1932 : La Belle Aventure
- 1933 : Les Fugitifs